# 15,2 cm armata m/37

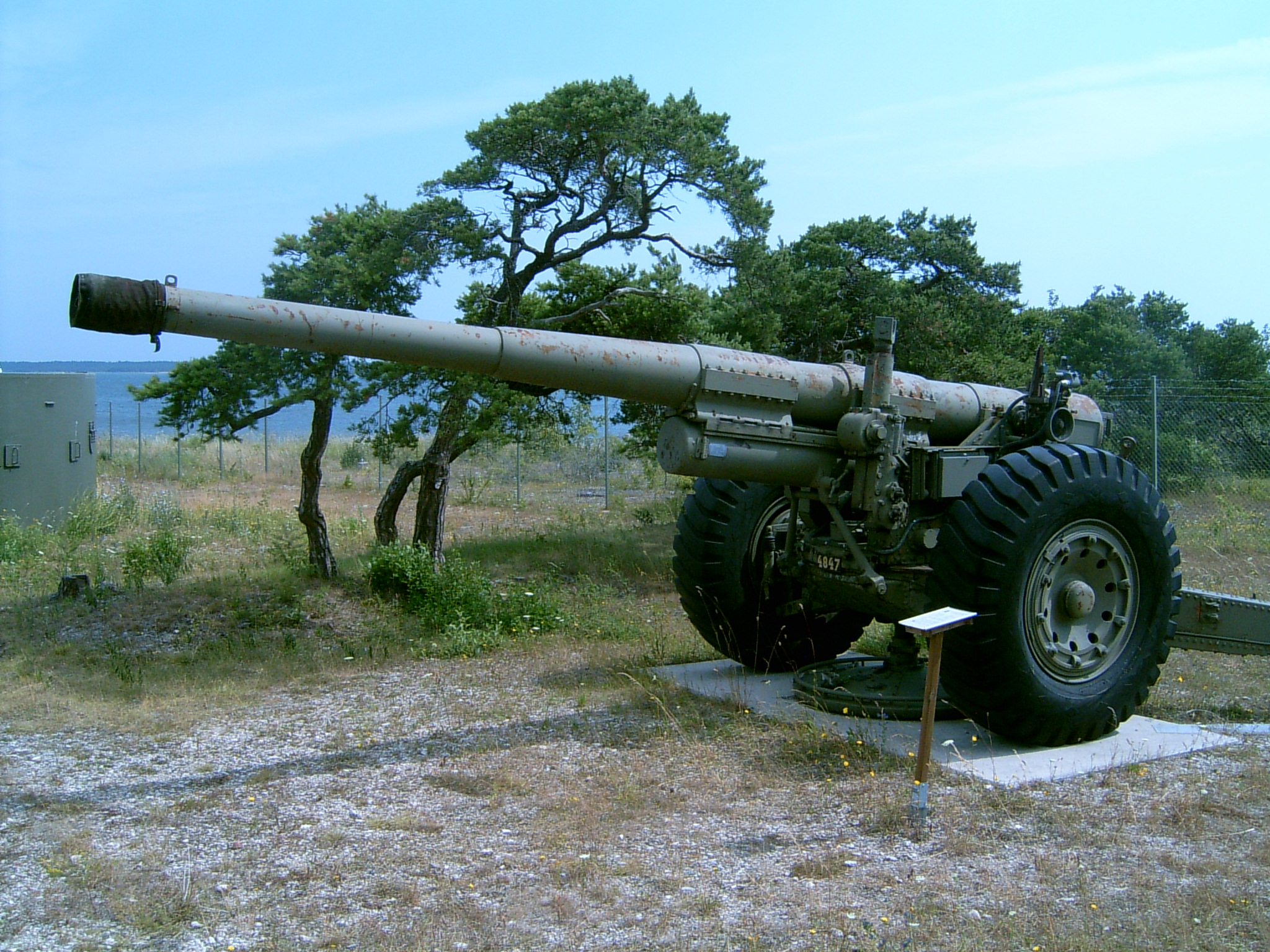
Armata 15,2 cm M/37 w Fårösund na Gotlandii

Armata 15,2 cm M/37 (Kustartilleripjäs) – armata nadbrzeżna skonstruowana przez Bofors w 1937 r. kalibru 152 mm, miała w zamyśle szwedzkiego dowództwa uzupełniać manewrowe baterie nadbrzeżne złożone z armat mniejszego kalibru. Szwedzką specyfiką jest długa i niezwykle urozmaicona linia brzegowa. Powodowało to, że oprócz stacjonarnych baterii nadbrzeżnych stosowano również rozwiązania mobilne. Sprzęt ten podobny był do rozwiązań stosowanych przy konstruowaniu dział artylerii polowej, jednak różnił się od niego ze względu na ciężar niewielką mobilnością. Rozwiązanie to niemożliwe było do powielenia w innych niż szwedzkie, warunkach brzegowych. Broń tego typu pozostawała wyjątkowo długo w służbie obrony szwedzkiego wybrzeża, bo aż do połowy lat 80. XX w. Armaty tego typu produkowano w latach 1941–1944, integrowane z coraz to nowocześniejszymi systemami kierowania ogniem pozostały do końca wyjątkowo groźne.

## Podstawowe dane taktyczno-techniczne armaty
- Masa armaty: 14800 kg
- Kąt podniesienia: 0 – 45°
- Kaliber: 152 mm
- Długość lufy: 653,6 cm
- Szybkostrzelność: 5-6 strzałów na minutę
- Masa pocisku: 46 kg (w zależności od typu)
- Amunicja:
  - nabój rozdzielnego ładowania;
  - masa ładunku miotającego: 4,8 – 12,9 kg
  - pociski odłamkowo-burzące – Spränggranat m/33 oraz m/36;
  - przeciwpancerne – Stålgranat m/39, m/40
- Prędkość wylotowa pocisku: 825 m/s
- Zasięg maksymalny: 23000 metrów
- Obsługa: 15 osób

## Informacje dodatkowe
Armata zbyt mało mobilna, by skutecznie wspierać własne wojska w działaniach manewrowych. Jednakże doskonale spełniała swoje zadania jako armata nadbrzeżna. Przypominała konstrukcją typowe działo polowe, jej lufa była osadzona na dwukołowej lawecie. Dzięki temu rozwiązaniu można było tę armatę przemieszczać na niewielkie odległości. Przy dłuższych przemarszach należało jednak do transportu zdemontować lufę. W skład ukompletowania działa wchodziła specjalna lora do przewozu lufy oraz holowany dźwig używany do montażu i demontażu lufy. Czas osiągnięcia gotowości bojowej z marszowej zajmował około dwóch godzin.